# Kampung Tempel
Kampung Tempel is een bestuurslaag in het regentschap Aceh Utara van de provincie Atjeh, Indonesië. Kampung Tempel telt 1108 inwoners (volkstelling 2010).